# Huang Hua
Huang Hua (chinês simplificado: 黄华, pinyin: Huáng Huá, nascido Wang Rumei, tendo adotado Huang Hua em 1936) (Cizhou, 25 de janeiro de 1913 - Pequim, 24 de novembro de 2010) foi um diplomata chinês que foi ministro das Relações Exteriores da República Popular da China entre 1976 e 1982.
Foi também vice-primeiro-ministro da RPC de 1980 a 1982. Foi decisivo no estabelecimento de relações diplomáticas entre a República Popular da China e outros países como Estados Unidos e Japão, tendo estado intensamente envolvido nas negociações com o Reino Unido relativas ao estatuto de Hong Kong.
Na década de 1950, ganhou proeminência como diplomata, tendo estado envolvido nas conversações que levaram ao armistício da Guerra da Coreia em 1953. Na década de 1960 foi embaixador no Gana e depois no Egito, tendo regressado ao país em plena Revolução Cultural, quando foi preso com a mulher e enviado para reeducação no campo. O seu exílio durou até 1971, quando foi reabilitado e enviado como embaixador nas Nações Unidas.